# Pallacanestro Fulgor Fidenza 2014
La Pallacanestro Fulgor Fidenza (ex Fulgor Basket Fidenza) è una società di pallacanestro maschile di Fidenza, in provincia di Parma.
Fondata nel 1943, arrivata fino alla Serie A Dilettanti 2009-2010, oggi è la squadra cestistica storica del comune di Fidenza, militante in Serie B Interregionale.
Disputa le partite interne al PalaPratizzoli di Fidenza, ed i suoi colori sociali sono il giallo e il blu.

## Storia
La Fulgor nasce a Fidenza come polisportiva nel 1943. Dopo tanti anni di successi in altre discipline come la boxe e la pallavolo di serie A femminile, la sezione che continua più assiduamente è quella del basket, l'unica rimasta ormai in campionati nazionali.
La Fulgor Basket ha forse il maggior seguito negli anni settanta, quando pur partecipando a campionati di Serie C, era sempre seguita da un foltissimo pubblico che gremiva gli spalti del vecchio palazzetto Don Bosco.
La storia più recente, invece, vede la squadra navigare tra serie C1 e serie B2 sino al campionato 2003-2004 che sancisce la promozione in serie B1, per la prima volta nella storia del basket fidentino.
Nella stagione 2006-2007 la Fulgor raggiunge, dopo un sesto posto in stagione regolare, la finalissima per la promozione in Legadue; con il risultato di 1-3 passa nella serie superiore il Veroli Basket, ma sarà comunque un'annata da incorniciare anche per i 3000 spettatori che la squadra è riuscita a portare al Palasport di Fidenza.
Nell'estate 2010, dopo la chiusura del rapporto di sponsorizzazione con la SIRAM e con problemi di reperimento di risorse economiche, stanti anche le modifiche regolamentari che prevedono il 50% di retrocessioni alla fine del campionato 2010-2011, la dirigenza decide di non procedere alla riaffiliazione alla Federazione Italiana Pallacanestro, concludendo così la fase più celebre della storia della società fidentina.
Dopo lo scioglimento della vecchia Fulgor, nel 2014 viene rifondata la società sotto il nome di Pallacanestro Fulgor Fidenza 2014 (nel 2020 rinominata Pallacanestro Fulgor Fidenza) la cui prima squadra milita nel campionato di Serie D regionale fino alla stazione 2018-2019 quando vince il campionato con 28 vittorie e 2 sconfitte e viene promossa in C Silver. Al termine della stagione 2019-2020 viene promossa in Serie C Gold; al termine della stagione 2022-2023 viene promossa in Serie B Interregionale, dove tuttora milita.

## Roster Serie B Interregionale

### Stagione 2023-2024
| N° | Nome              | Nazionalità | Anno | Capitano |
| -- | ----------------- | ----------- | ---- | -------- |
| 11 | Bellini Tommaso   | Italia      | 2004 |          |
| 8  | Beltadze Anri     | Georgia     | 2005 |          |
| 2  | Cortese Edoardo   | Italia      | 2006 |          |
|    | Di Cola Timothee  | Italia      | 2006 |          |
| 0  | Galli Milo        | Italia      | 1995 | C        |
|    | Mane Maodo        | Senegal     | 2007 |          |
| 4  | Marchesan Nicolò  | Italia      | 2006 |          |
| 15 | Markovic Ljubisa  | Serbia      | 1991 |          |
| 1  | Miaschi Emanuele  | Italia      | 2005 |          |
| 14 | Doumbia Moussa    | Mali        | 2005 |          |
| 13 | Pezzani Manuele   | italia      | 2006 |          |
| 5  | Ramponi Marco     | Italia      | 2005 |          |
| 12 | Ranieri Pietro    | Italia      | 2006 |          |
| 3  | Restelli Lorenzo  | Italia      | 1996 |          |
| 7  | Scattolin Edoardo | Italia      | 1998 |          |
| 10 | Trevisan Ludovico | Italia      | 2005 |          |
| 6  | Usai Samuele      | Italia      | 2005 |          |
| 9  | Guimdo Valdo Levi | Camerun     | 2005 |          |

## Sponsor
- 2002-2004 Solahart
- 2004-2008 Santini Salumi
- 2008-2010 Siram spa
- 2010-2013 Cariparma
- 2014-2017 Esseci Energy
- 2018-oggi Foppiani Shipping & Logistics